# Джослин, Сэмюэл
Сэмюэл Луис Джослин (англ. Samuel Louis Joslin, род. 18 января 2002) — британский актёр, наиболее известный по ролям Томаса Беннета в фильме «Невозможное» и Джоната Брауна во франшизе «Паддингтон».

## Биография
Получил первую роль в возрасте 10 лет, исполнив роль одного из сыновей семьи Беннетт в фильме «Невозможное». Его коллегами в этом фильме стали Наоми Уоттс (Мария), Юэн Макгрегор (Генри Беннетт) и Том Холланд.
В 2014 году вышло сразу два фильма с его участием. Летом 2014 года вышла короткометражный фильм «The Nostalgist», в котором Сэмюэл исполнил роль мальчика. Позднее на экранах появилась семейная комедия «Приключения Паддингтона» в этом фильме мальчик сыграл Джонатана Брауна, младшего сына Салли Хокинс (миссис Мэри Браун) и Хью Бонневилль (мистер Браун). В 2017 году вышел сиквел истории о Паддингтоне — «Приключения Паддингтона 2», а в 2024 — третий фильм франшизы.
Так же он снимался для BBC1 «The Go Between and ITV’s Houdini and Doyle» в 2015.